# 1 Polski Rewolucyjny Pułk
1 Polski Rewolucyjny Pułk, Pułk Biełgorodzki – zapasowy pułk strzelców polskich liczący około 16-18 tysięcy żołnierzy (w tym ok. 47% Królewiaków), formowany w Biełgorodzie nad Dońcem (gubernia kurska) od połowy lutego 1917 roku. Wchodził w skład Dywizji Strzelców Polskich w Rosji generała Tadeusza Bylewskiego, którego żołnierze sprzeciwili się wcieleniu do I Korpusu Polskiego generała Józefa Dowbora-Muśnickiego i stanęli po stronie Rewolucji październikowej. Pułk stał się pierwszą polską formacją rewolucyjną w Rosji, uczestniczył w walkach z nacjonalistami ukraińskimi. Pułk ten podporządkowany był dowództwu Moskiewskiego Okręgu Wojskowego. Został rozwiązany 30 grudnia 1917, ponieważ odmówił walki przeciw Ukraińskiej Centralnej Radzie, organowi państwowemu Ukraińskiej Republiki Ludowej.; część żołnierzy utworzyła wraz z innymi rewolucyjnymi polskimi oddziałami Czerwony Pułk Rewolucyjnej Warszawy, który wszedł potem w skład Armii Czerwonej, do złożonej z Polaków Zachodniej Dywizji Strzelców.